# Lloydsville
Lloydsville es un lugar designado por el censo ubicado en el condado de Belmont en el estado estadounidense de Ohio. En el Censo de 2020 tenía una población de 280 habitantes y una densidad poblacional de 176,10 habitantes por km². Fue incluido como CDP en el censo de 2020.

## Geografía
Lloydsville se encuentra ubicado en las coordenadas 40°4′12″N 80°59′54″O / 40.07000, -80.99833. Según la Oficina del Censo de los Estados Unidos,  tiene una superficie total de 1,59 km², de la cual 1,58 km² corresponden a tierra firme y 0,01 km² a agua.